# 羅斯福鎮區 (明尼蘇達州貝爾特拉米縣)
羅斯福鎮區（英語：Roosevelt Township）是位於美國明尼蘇達州貝爾特拉米縣的一個行政鎮區。此地得名自美國第二十六任總統西奥多·罗斯福。

## 地方資料
羅斯福鎮區的面積為93.10平方千米，當中陸地面積為88.20平方千米，而水域面積為4.90平方千米。根據2020年美國人口普查的數據，當地共有人口225人，而人口密度為每平方千米2.42人。